# Billion Dollar Babies (chanson)
Singles de Alice Cooper
No More Mr. Nice Guy
(1973) Halo of Flies
(1973)
Billion Dollar Babies est une chanson d'Alice Cooper extrait de l'album éponyme sorti en 1973. Elle a été écrite et composée par Alice Cooper, Michael Bruce et Rockin` Reggie.
Billion Dollar Babies est aussi devenu le nom du groupe fondé par Michael Bruce, Neal Smith et Dennis Dunaway. Le groupe publie en 1977 l'album Battle Axe.
L'album Billion Dollar Babies a été le principal succès commercial de la composition Alice Cooper Group. Le single s'est classé à la 57e position au Billboard Hot 100 et à la 30e en Allemagne.
Le titre est présent sur la version Xbox 360 du jeu vidéo Guitar Hero II. La chanson a également été utilisée dans un épisode des Simpson : « L'amour ne s'achète pas ».

## Liste des titres
| A. | Billion Dollar Babies | Alice Cooper, Michael Bruce, Rockin` Reggie | 3:39 |
| B. | Mary Ann              | Alice Cooper, Michael Bruce                 | 2:20 |

| A. | Billion Dollar Babies                     | Alice Cooper, Michael Bruce, Rockin` Reggie                | 3:39 |
| B. | Halo of Flies (extrait de l'album Killer) | Alice Cooper Group (Cooper, Bruce, Buxton, Smith, Dunaway) | 8:21 |

## Personnel
- Alice Cooper - chants
- Glen Buxton - guitare solo
- Michael Bruce - guitare rythmique
- Dennis Dunaway - basse, chœurs
- Neal Smith - batterie
- Donovan - chants